# Mariä Himmelfahrt (Rückers)
| Mariä Himmelfahrt, Rückers (Flieden)                              |                                              |
|                                                                   |                                              |
| Ansicht von der Ortsmitte mit Kirchenschiff, Treppenturm und Turm |                                              |
| Ort                                                               | Rückers (Flieden)                            |
| Konfession                                                        | römisch-katholisch                           |
| Diözese                                                           | Fulda                                        |
| Patrozinium                                                       | Mariä Himmelfahrt                            |
| Baujahr                                                           | 1890/93                                      |
| Bautyp                                                            | Saalkirche                                   |
| Funktion                                                          | Filialkirche der Pfarrei Christkönig Flieden |

 Mariä Himmelfahrt ist eine römisch-katholische Wallfahrtskirche in Rückers, einem Ortsteil der Gemeinde Flieden im osthessischen Landkreis Fulda, die zum Bistum Fulda gehört.
Das Kirchengebäude steht an der Schulstraße 4.

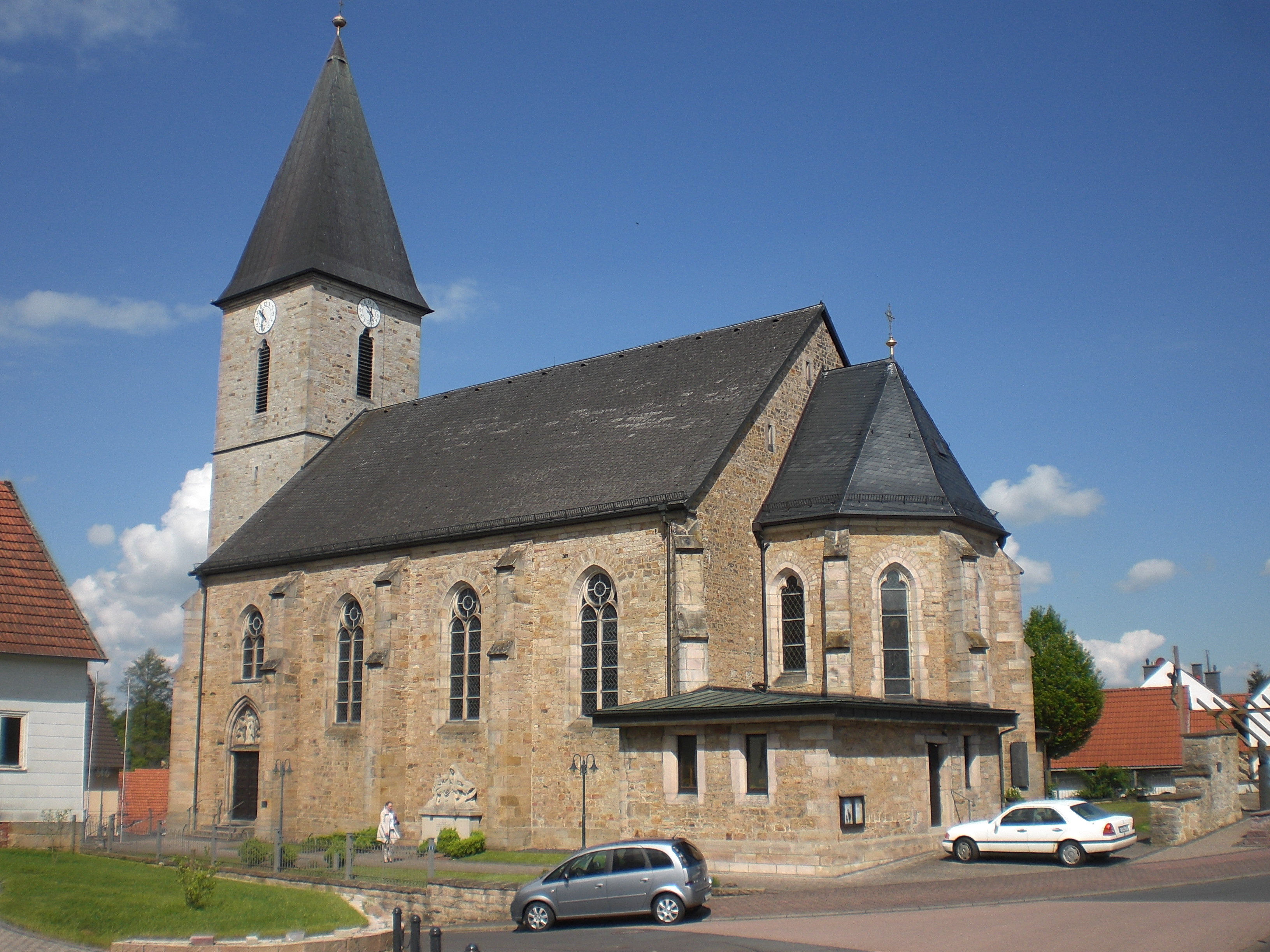
Die Kirche von der Schulstraße (Südosten)

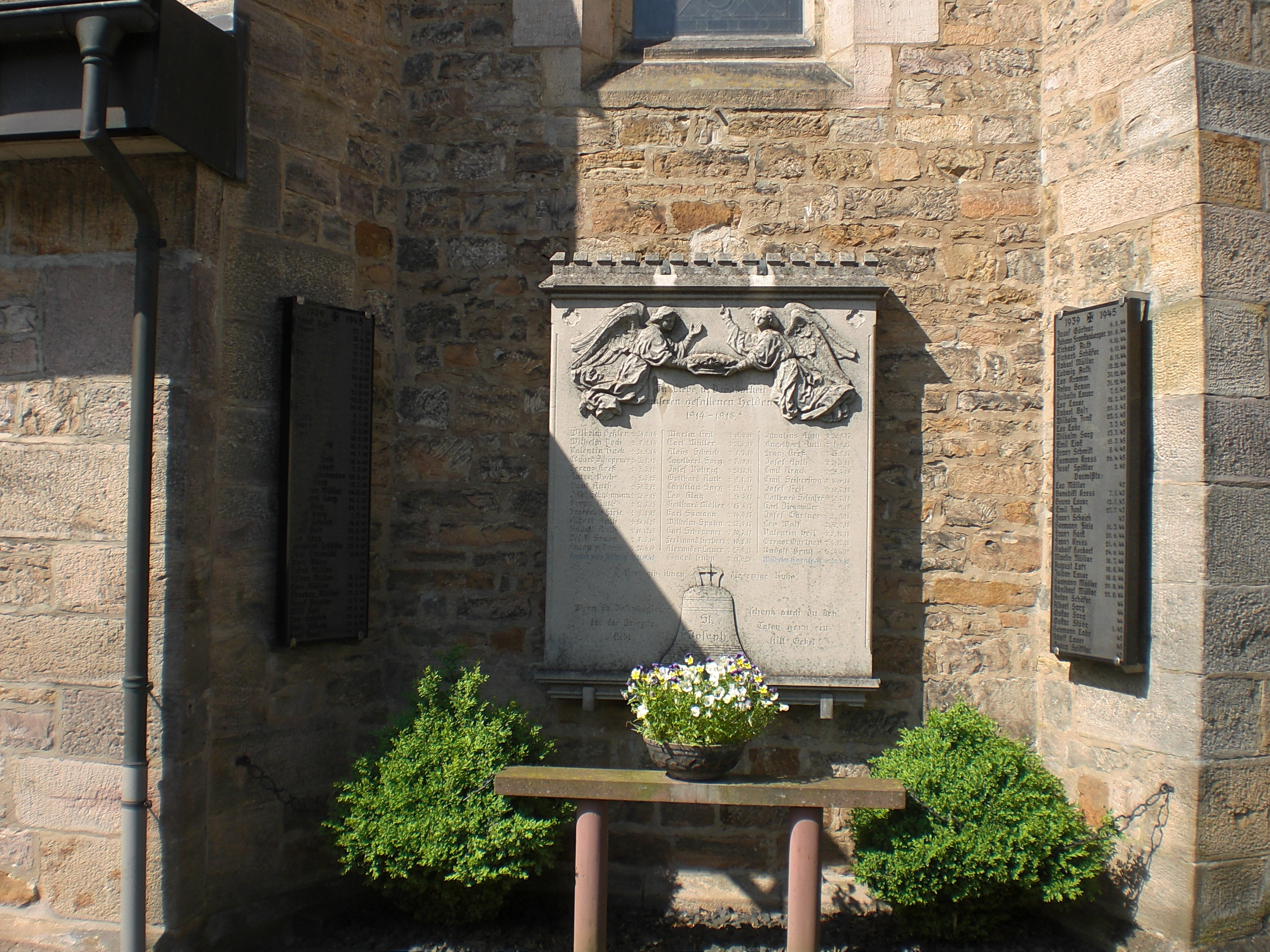
Kriegerdenkmal für die Gefallenen des Ersten und Zweiten Weltkrieges an der Stirnseite des Chores

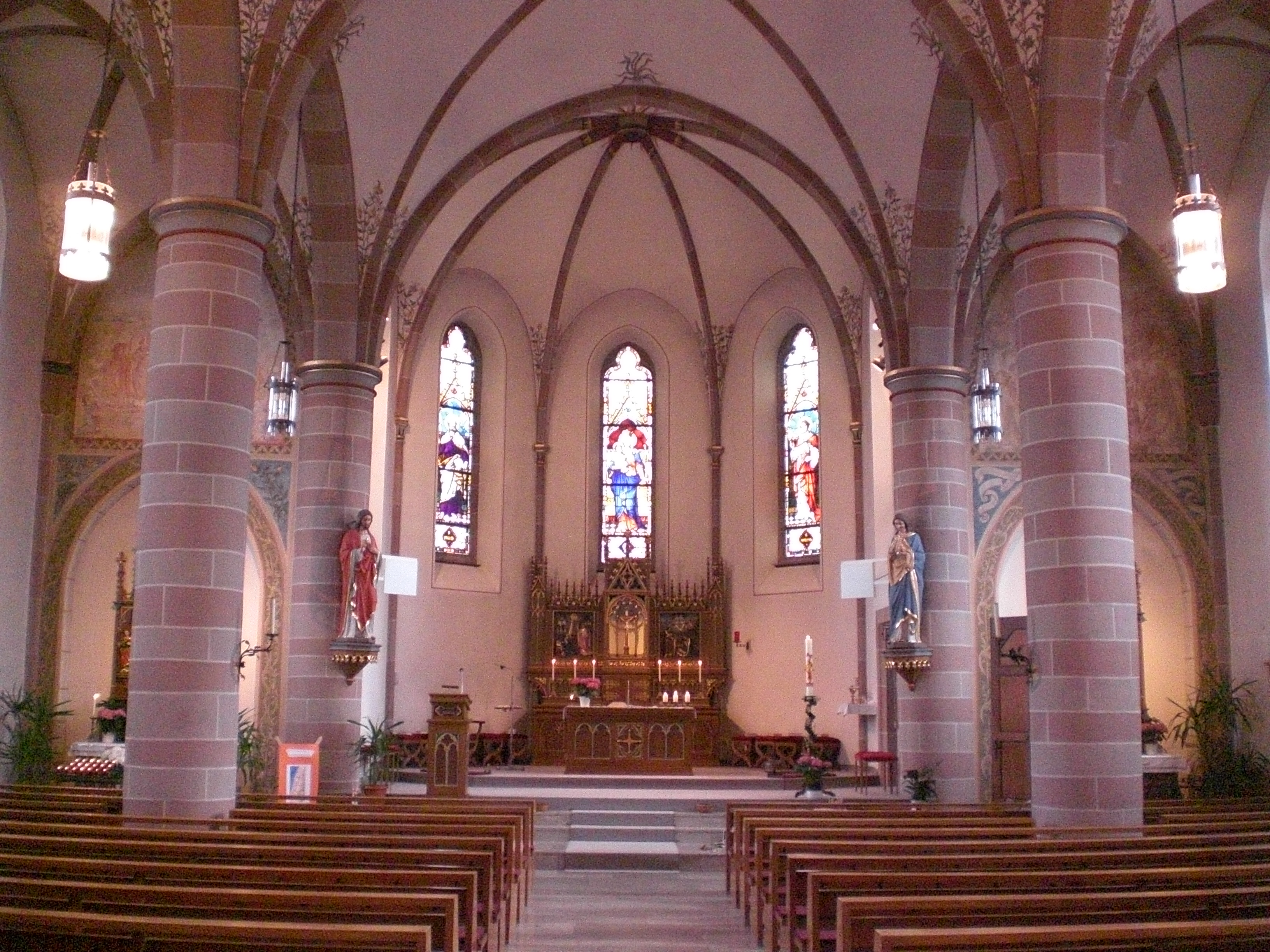
Kircheninnere mit Blick zum Altar

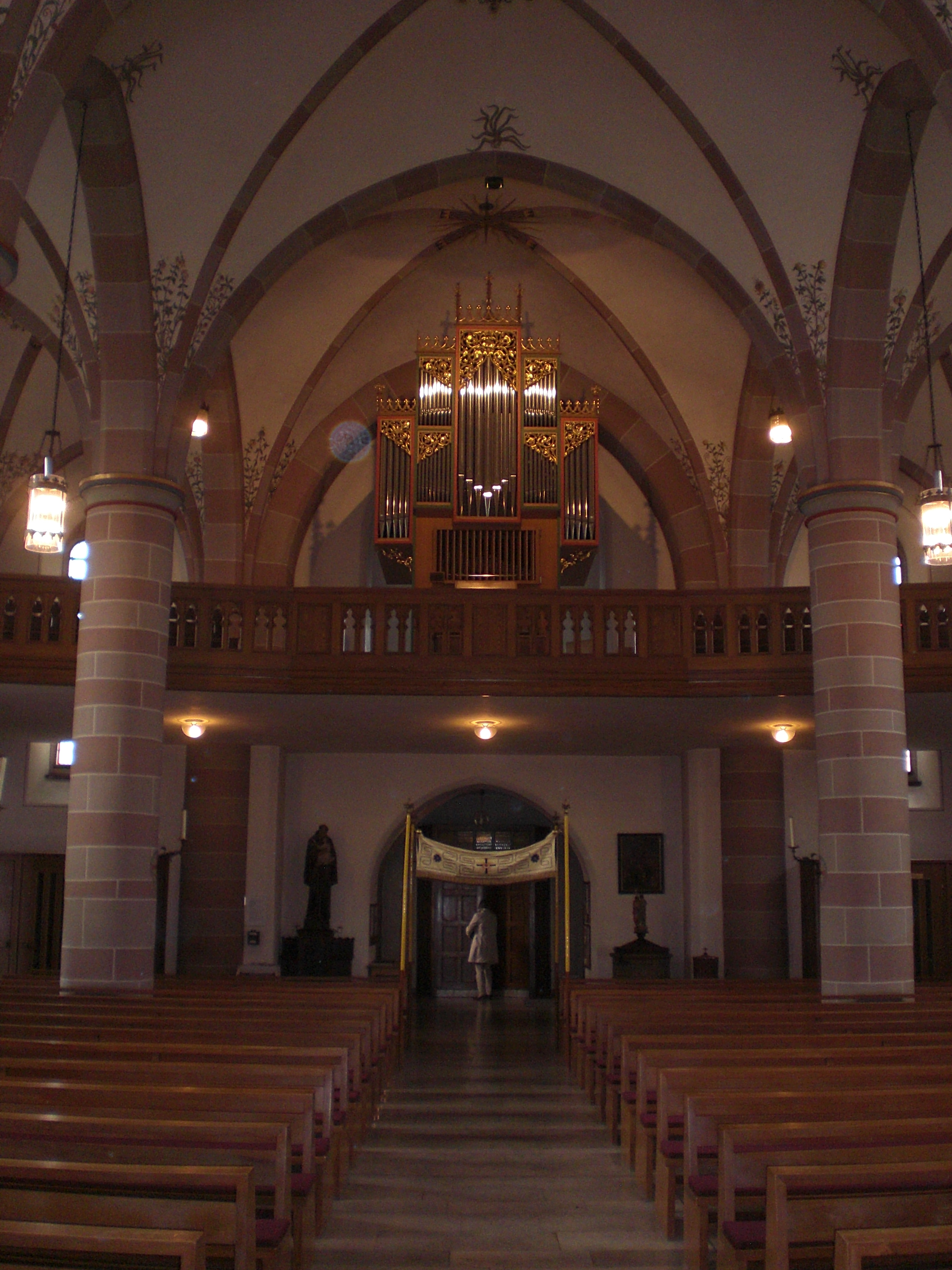
Kircheninnere mit Blick zur Orgel

Die Gemeinde gehört seit 2021 zur Pfarrei Christkönig Flieden im Pastoralverbund Christus-Erlöser Flieden – Hauswurz im Dekanat Neuhof-Großenlüder.
Die Kirche steht unter dem Patrozinium Mariä Himmelfahrt. Den Gedenktag feiert die katholische Kirche am 15. August.

## Geschichte der Kirche
Eine Ersterwähnung von Rückers erfolgt im Jahre 1160. Der Ort wird damals als Rutchares bezeichnet.
In dieser Zeit lag die Grundherrschaft beim 744 gegründeten Kloster Fulda, das ab dem Jahre 782 zur Kirchenprovinz Mainz gehörte.

### Erste Kapelle
Bereits im Jahre 1451 wird unter Fürstabt Reinhard von Weilnau eine Kapelle mit dem Patrozinium der Hl. Maria genannt. Die römischen Kardinäle Georgius, Astorgius, Prosper, Petrus und Cusa  gewährten „der Marienkapelle in Rückers, einer Filialkirche der Pfarrei Flieden im Mainzer Bistum“ in einer noch vorhandenen Urkunde reiche Ablässe. Es ist zu dieser Zeit Filiale von Flieden.
1470 wird ein Stipendarius in Rückers erwähnt, dessen Lehnsherr der Abt von Fulda war. Der Stipendarius hatte jeden Samstag eine Muttergottesmesse zu lesen und wohl auch die Wallfahrer seelsorgerisch zu betreuen.

### Reformationszeit
Seit 1523 gab es erste reformatorische Bestrebungen im Hochstift Fulda. Auch Rückers spürte diese. Mitte des 16. Jahrhunderts eignete sich der protestantische Pfarrer von Neuhof die Einkünfte der Marienkapelle von Rückers an und stellte die Dienste des früheren katholischen Vikars sicher und für 6 Gulden jährlich hielt er samstags eine Messe mit Predigt und schaffte die bisherigen Marienfeste ab.
Daraufhin blieben in den religiösen Wirren der Zeit die Pilger aus, und ein Spendenrückgang war die Folge.
Eine gute Seelsorge in einer so ausgedehnten Flächenpfarrei wie Flieden war äußerst schwierig, zumal durch protestantische Prediger die Reformation auf dem Vormarsch war. Deshalb errichtete der Fuldaer Fürstabt Balthasar von Dermbach (1570–1606) weitere Seelsorgestellen, um die Betreuung der Gläubigen zu verbessern und mehr Präsenz zu zeigen. 1571 hatte er Jesuiten nach Fulda gerufen und sie mit der Gegenreformation im Stiftsgebiet beauftragt. Die Gründung der Pfarrei St. Michael Neuhof 1582 war eine Folge. Um eine Neuordnung der Rückerser Einkünfte zu erreichen, versah unter Fürstabt Balthasar von Dernbach der Pfarrer der neugegründeten Pfarrei in Neuhof, Johannes Haal jeden Samstag in Rückers ein Amt mit Predigt.

### Zweite Kapelle
Vor dem Allerheiligentag 1621 wird über die Weihe der „neuw Kapbeln zu Neuwenhoff geweyett, darnach zum Reickers... durch Weyhbischof Christipoh Weber“ berichtet. Es handelte sich hierbei um den Mainzer Weihbischof mit Sitz in Erfurt Christoph Weber (SJ) der zunächst die neue Kirche in Neuhof und darauf die neue Kapelle in Rückers am 22. Oktober 1621 konsekrierte und in beiden Orten anschließend gefirmt habe, bevor er am Dienstag nach Erfurt zurückreiste. In dieser Zeit wüteten bereits die ersten Kämpfe des Dreißigjährigen Krieges (1618–1648) noch weitab des Weiheortes.
1778 wird vom Fuldaer Hofbaumeister Carl Philipp Arnd eine Zeichnung der 1621 errichteten Wallfahrtskapelle erstellt die einen Grundriss von 21 m × 8 m hatte. Der quadratische Altarraum befand sich im 19 m hohen mit Holzschindeln gedeckten Turm mit einem Satteldach. Das ebenfalls mit Holzschindeln bedeckte Satteldach der Kapelle trug in einen Dachreiter mit einer Gemeindeglocke. Arnd unterbreitete Erweiterungsvorschläge die aus unbekannten Gründen nicht umgesetzt wurden. Seine Umbauvorschläge hätten eine Kirche in Kreuzform zur Folge gehabt.
1781 besorgte erstmals ein Franziskanerpater namens Cajetan vom Kloster Frauenberg als Stationar die Gottesdienste am Sonntag. 1787 unter dem Fuldaer Fürstbischof Heinrich VIII. von Bibra war Rückers der Fürstabtei Fulda, Oberamt Neuhof zugeordnet. Mit dem Tod von Pater Amand Pflug 1830 als Nachfolger von Pater Cajetan, endete wegen des herrschenden Priestermangels im Kloster die Priestergestellung in Rückers. Es mussten wieder die Gottesdienste in Flieden besucht werden. 1831 gelang jedoch den für Rommerz abgestellten Franziskaner Pater Theokrat Jost zu berufen, der bis 1841 - 74-jährig von seinen priesterlichen Verpflichtungen entbunden wurde. Von da an versorgte der Kaplan von Flieden Rückers seelsorgerisch.

### Säkularisation
Das Hochstift bzw. Fürstbistum Fulda, wurde auf Drängen Napoleons 1803 durch den Reichsdeputationshauptschluss säkularisiert. 1812 wird es Tochterkirche von Neuhof, zu der auch Federwisch und Langenau gehörten.

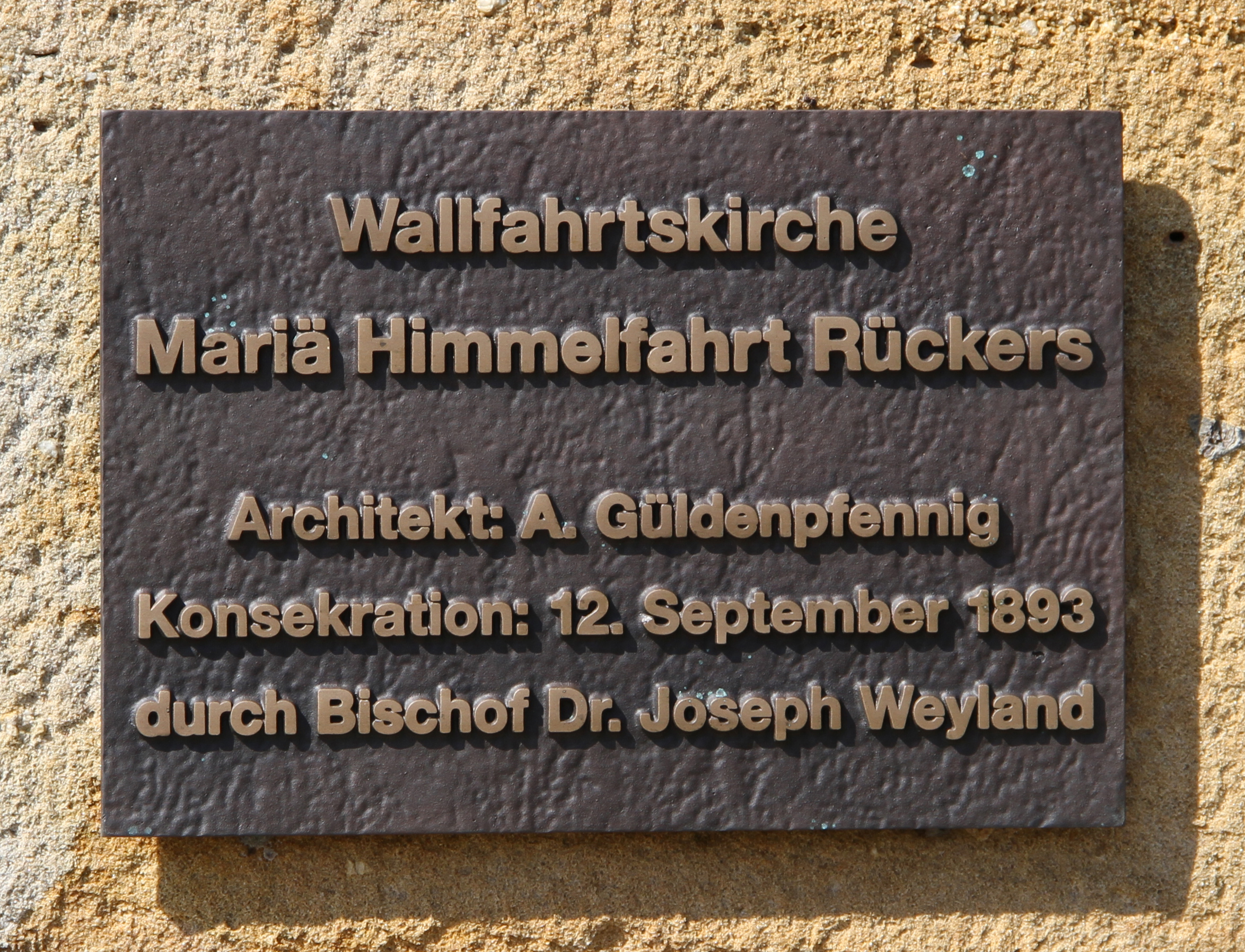

### Kirchenbrand und Neubau
Am 12. Mai 1890 setzte ein Dorfbrand von einem Hofbrand ausgehend die 1621 errichtet Kapelle sowie die angrenzenden Höfe und Häuser ein jähes Ende. Für den Neubau der Kirche konnte der Paderborner Diözesanbaumeister Arnold Güldenpfennig gewonnen werden. Bereits nach drei Jahren Bauzeit wurde die neue neugotische Pfarrkirche am 12. Sept. 1893 durch den Bischof Joseph Weyland wieder geweiht werden.

### Erhebung zur Pfarrkirche

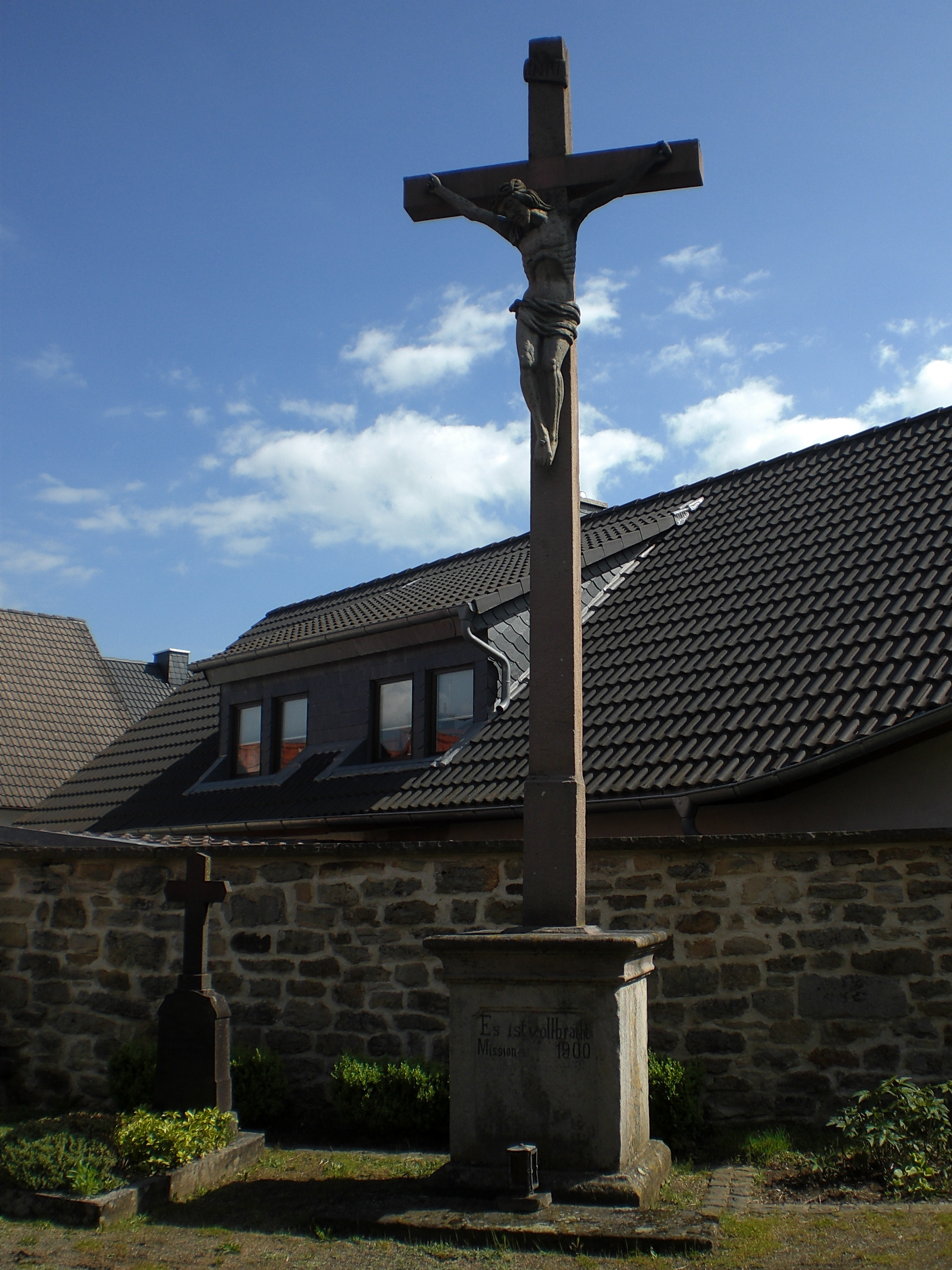
Das Hochkreuz von 1900 mit dem Grab des ersten Pfarrers Stephan Gnau (links)

1844 erhielt Rückers eine Lokalkaplanei und einen Kaplan. Bischof Christoph Florientius Kött vollzog mit Urkunde 14. Nov. 1872 die Erhebung der Lokalkaplanei zur eigenständigen Pfarrei Mariä Himmelfahrt.

### Filialkirche
Am 1. Januar 2021 schlossen sich die Pfarreien der Gemeinde Flieden zu einer neuen Gemeinde Christkönig Flieden mit der Pfarrkirche St. Goar zusammen.

## Architektur
Bereits von weitem ist die Kirche Mariä Himmelfahrt schon mit ihrem stattlichen Kirchturm mit Sandsteinquardermauerwerk und den schlichten neugotischen Formen mit drei Fensterachsen und abgestuften Stützpfeilern zu erkennen. Sie hat zweibahnige Spitzbogenfenster mit einem Ringbogenabschluss. Das Gotteshaus hat eine Länge von 30 × 16,6 m von Turm bis Chor.
Der 37 m hohe Turm ist sehr wuchtig, hat drei Gesimstrennungen, Dreipassfenster die in der Glockenstube im Obergeschoss unter dem Turmhelm größer sind. Die Glockenstube krönt eine vierseitige Turmuhr und trägt einen Spitzhelm mit schmiedeeisernem Turmkreuz auf einem Knauf. Auf der linken dem ehem. Friedhof zugewandten Seite ist ein halbrunder Treppenturm.
Portale
Das Hauptportal befindet sich an der westlichen Stirnseite des Turms. Ein weiteres Portal befindet sich auf der Südseite unter der ersten Fensterachse mit kleinem Fenster. Beide Portale zieren ein Birnstabprofil, Doppelhohlkehle und im Bogenfeld Maßwerkblenden. Über beiden Portalen befinden sich leere Podeste.

## Künstlerische Ausstattung
Der Hochaltar (1897), die Nebenaltäre (1898) und Kanzel (1898) Die Entwürfe der Altäre und der Kanzel waren von Baurat Güldenpfennig gefertigt worden und wurden vom St. Bernward-Institut in Mainz gefertigt. Das nachweislich aus 1451 stammende gotische Gnadenbildnis der Gottesmutter wurde in die neue Kirche übernommen.

## Glocken
Die in der in 1621 erbauten Kapelle im Dachreiter hängende Gemeindeglocke und das im Turm hängende Zweigeläut, war beim Kirchenbrand zerstört worden. Ihr vorgefundenes Metallmaterial wurde für den Neuguss der Josefsglocke wieder verwendet. Der Glockengießer vermutete aufgrund der Materialzusammensetzung sogar den Glockenursprung der früheren Glocken im 13. Jahrhundert. Am 17. September 1893 wurden für die neue Kirche zwei neue Glocken „Josef“ mit 375 Pfund und „Maria“1359 Pfund eingeweiht.
1906 folgte die „Herz-Jesu“ Glocke von den Gebr. Edelbrock.
Im Sommer 1917 erfolgte die Beschlagnahme von zwei Glocken des Geläutes für die Herstellung von Rüstungsmaterial wegen des Ersten Weltkrieges. Besonders die Glocken des 19. Jahrhunderts mussten zur Einschmelzung abgeliefert werden.

## Orgel

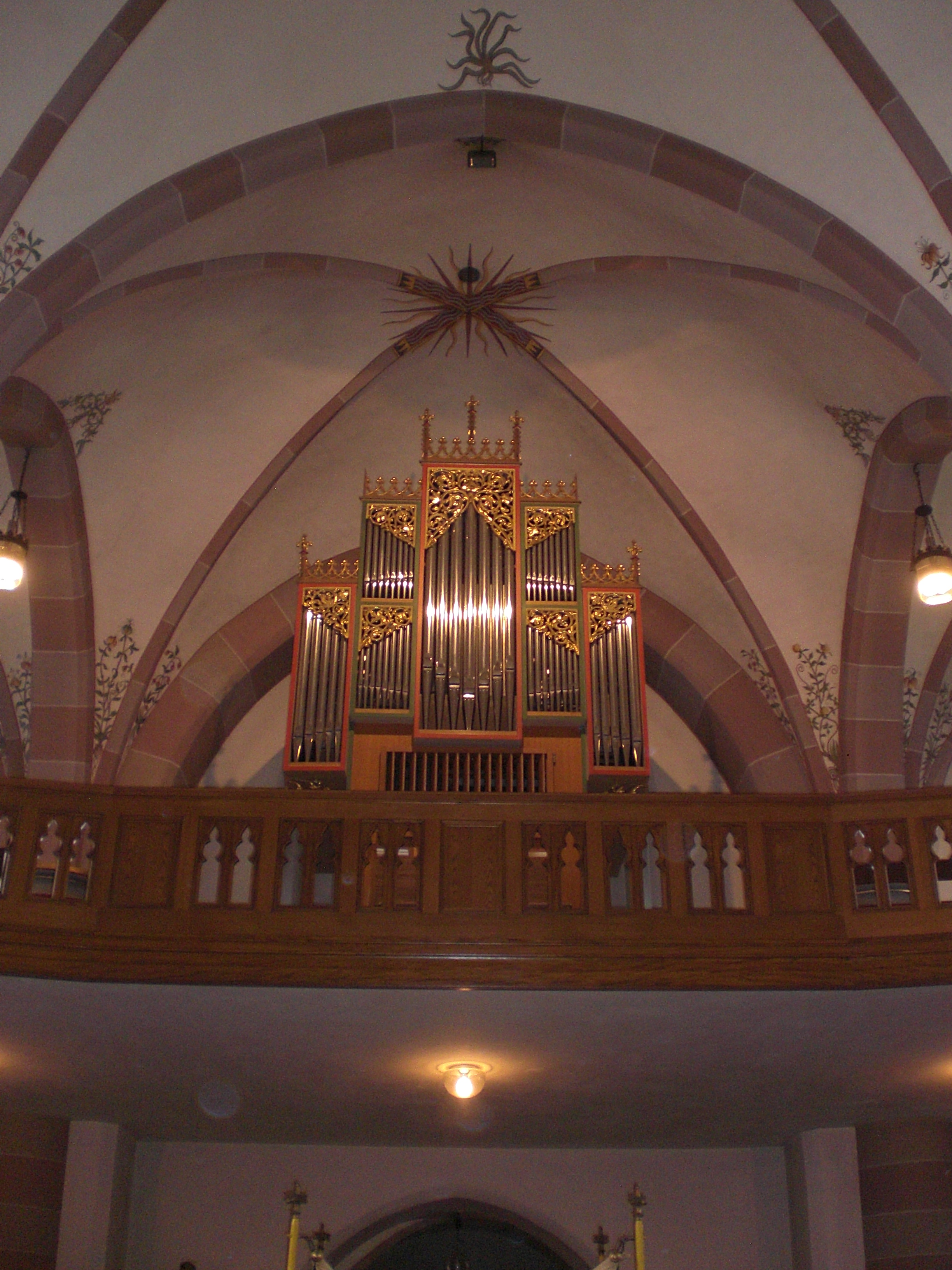
Die Orgel

Die ehemalige Orgel wurde vom Fuldaer Orgelbauer Fritz Clewing am 17. Juli 1897 aufgestellt und 1964 abgebrochen. 1974 wurde eine neue Orgel durch die Firma Hey erbaut. Das Instrument besitzt mechanische Schleifladen mit elektrischer Registeransteuerung und verfügt über folgende Disposition:
| I Hauptwerk C–f3 |       |
| Prinzipal        | 8′    |
| Rohrflöte        | 8′    |
| Oktave           | 4′    |
| Quinte           | 2 ⁄3′ |
| Nachthorn        | 2′    |
| Mixtur IV        | 1 ⁄3′ |
| Trompete         | 8′    |

| II Schwellwerk C–f3 |        |
| Gedackt             | 8′     |
| Blockflöte          | 4′     |
| Prinzipal           | 2′     |
| Terzian II          | 1 3⁄5′ |
| Scharfzimbel III    | 2⁄3′   |
| Dulzian             | 8′     |
| Tremulant           |        |

| Pedal C–d1 |       |
| Subbaß     | 16′   |
| Offenbaß   | 8′    |
| Choralbaß  | 4′    |
| Piffaro II | 2 ⁄3′ |
| Fagott     | 16′   |

- Koppeln: II/I, I/P, II/P
- Spielhilfen: 2 freie Kombinationen, Plenum, Tutti

## Bildergalerie

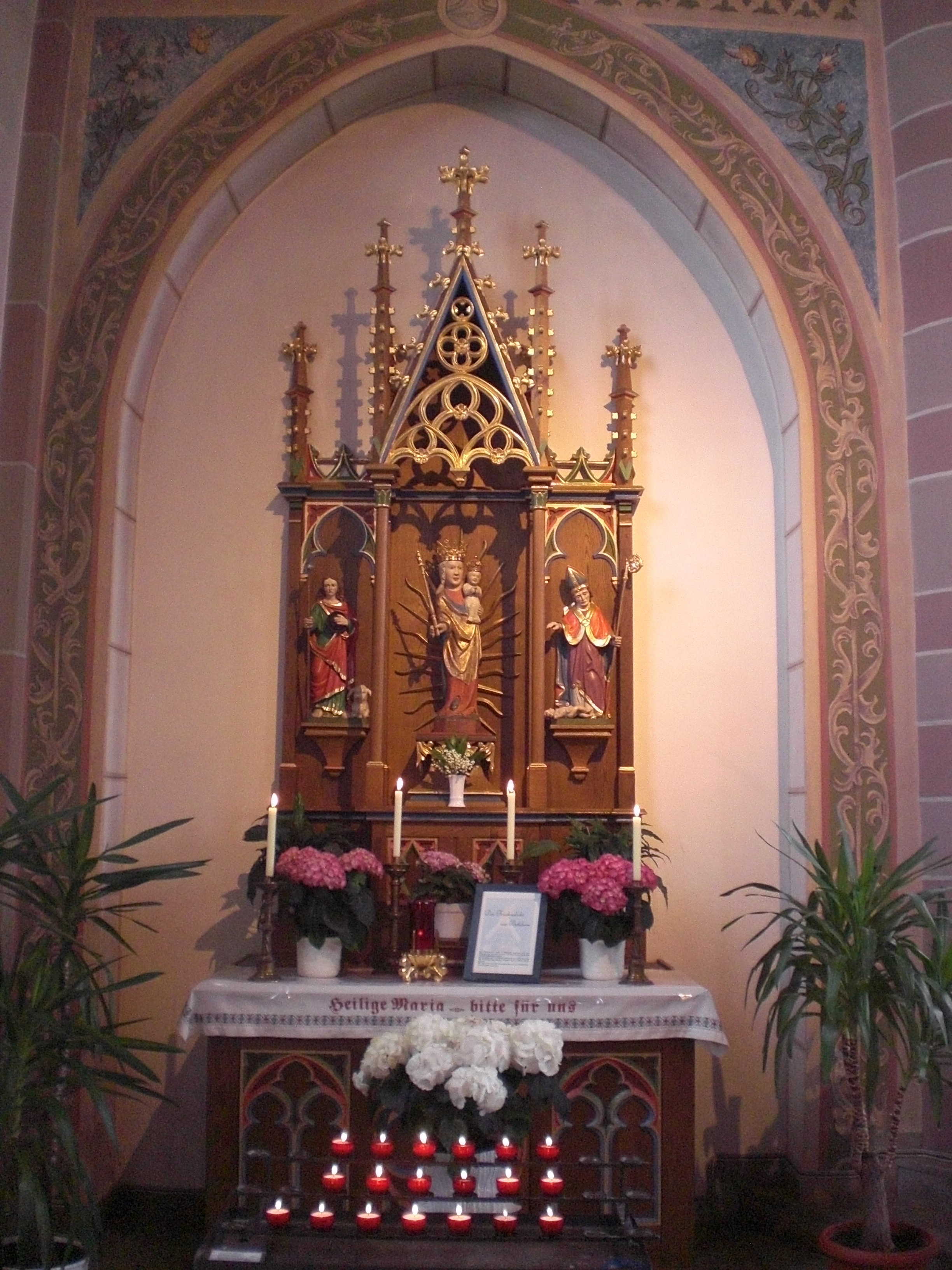
Der Gnadenaltar der Wallfahrtskirche
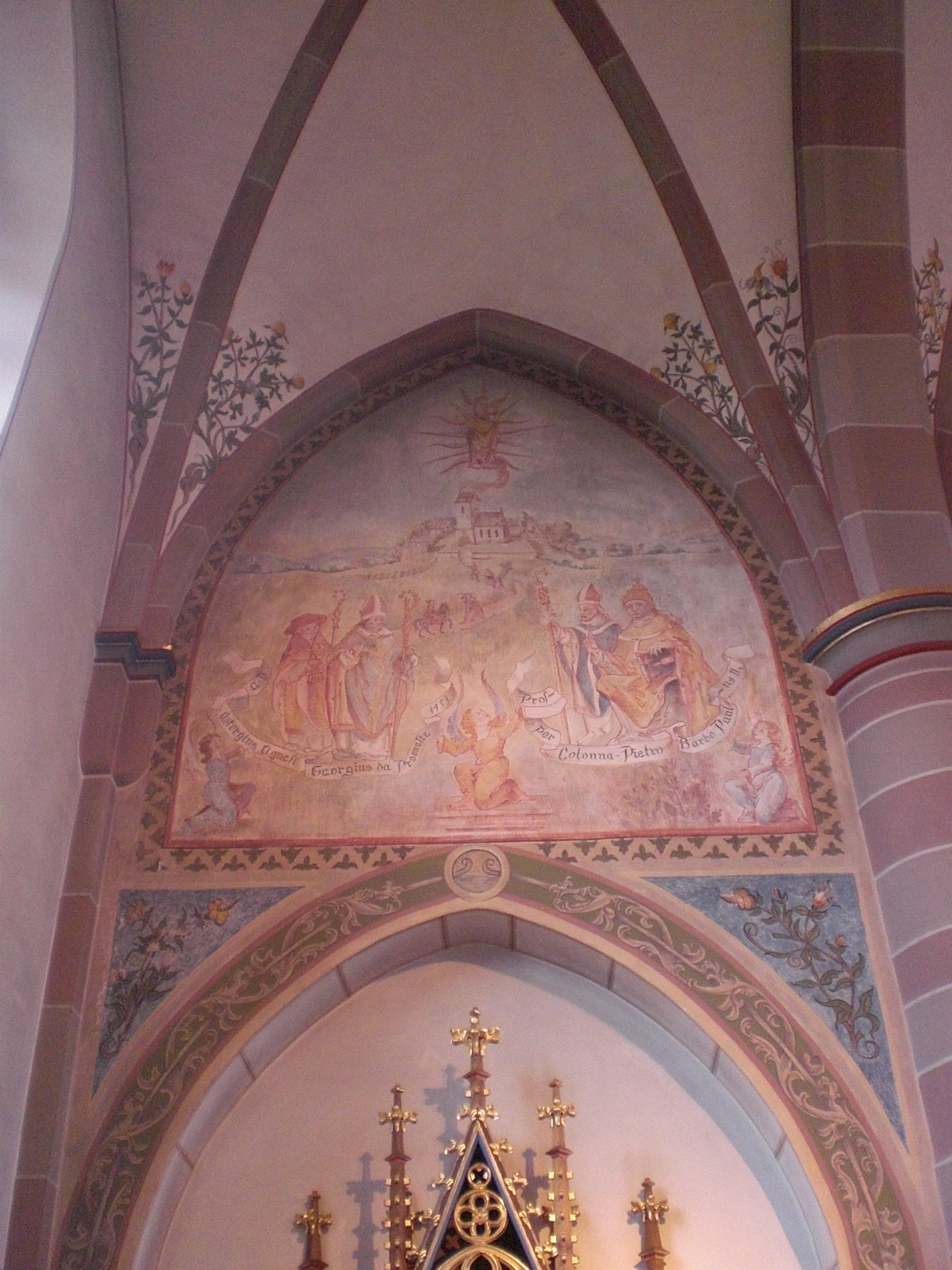
Die Szenenhafte Freskodarstellung der Ablassgewährung von 1451 über dem Gnadenaltar
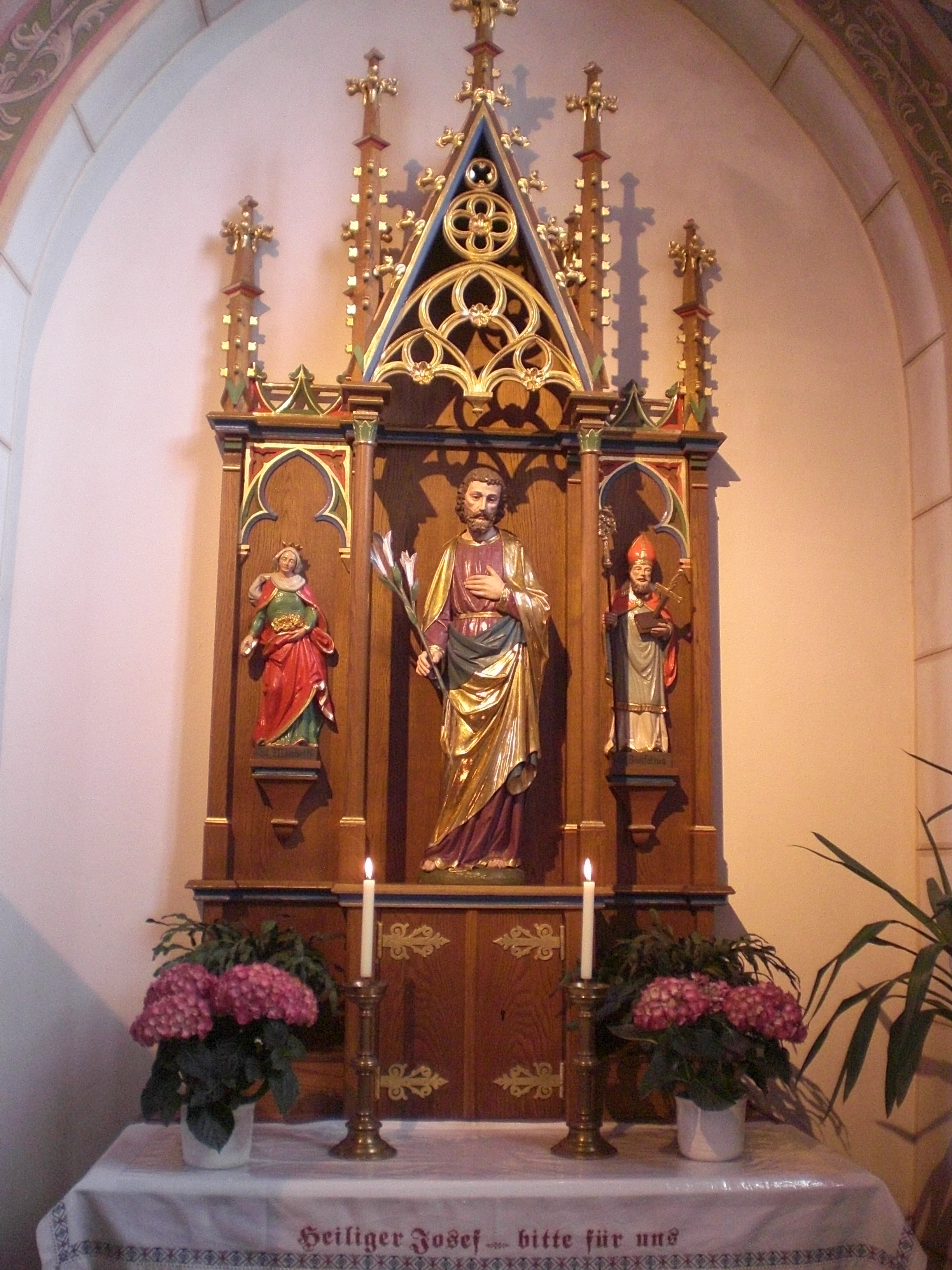
Der Josefsaltar
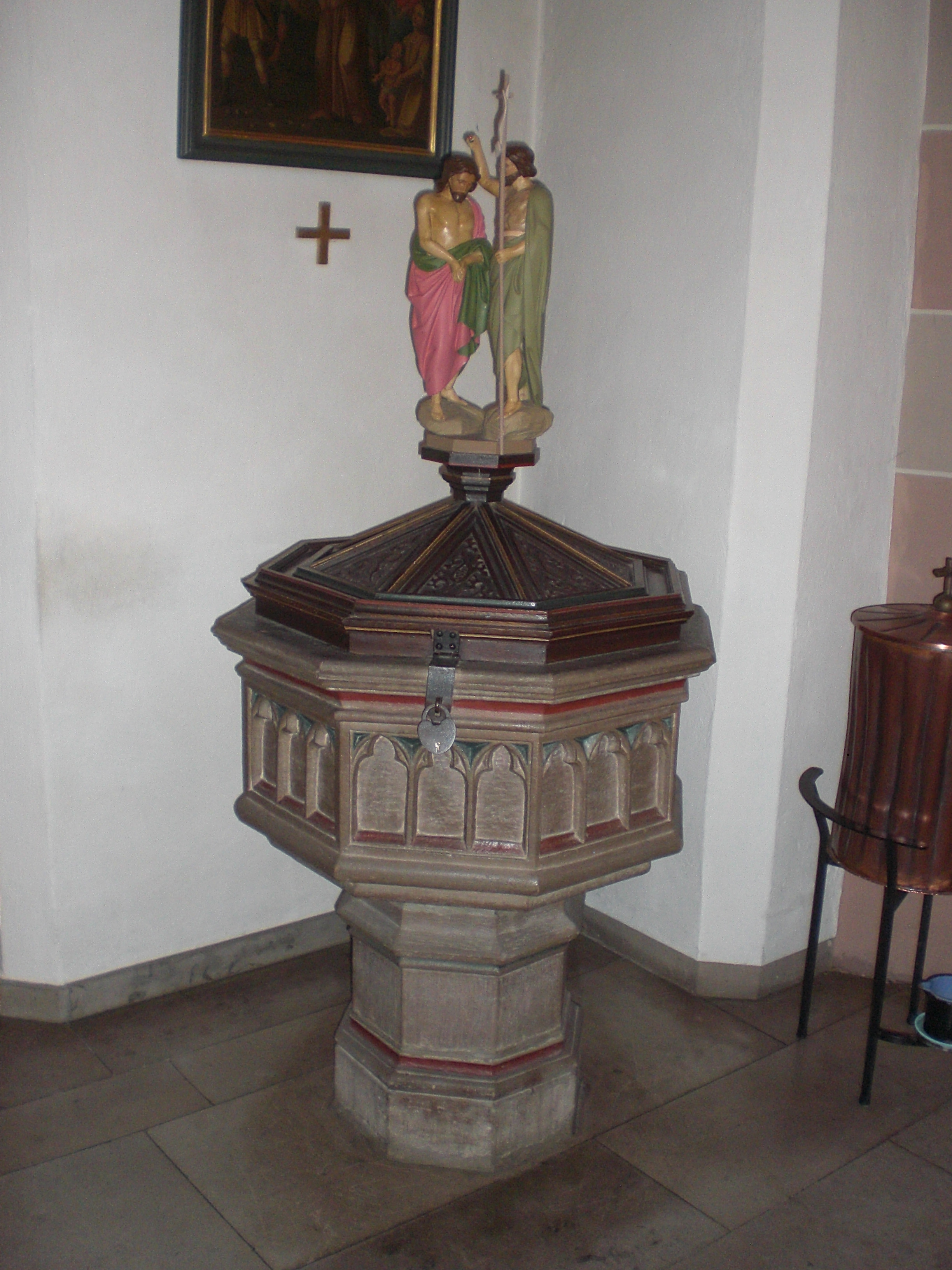
Der Taufstein